# (37983) 1998 HB136
1998 HB136 (asteroide 37983) é um asteroide da cintura principal. Possui uma excentricidade de 0.13449840 e uma inclinação de 9.11980º.
Este asteroide foi descoberto no dia 20 de abril de 1998 por LINEAR em Socorro.